# Tephritopyrgota stylata
Tephritopyrgota stylata är en tvåvingeart som beskrevs av Friedrich Georg Hendel 1914. Tephritopyrgota stylata ingår i släktet Tephritopyrgota och familjen Pyrgotidae. Inga underarter finns listade i Catalogue of Life.